# 奥卢拉德卡斯特罗
奥卢拉德卡斯特罗，是西班牙安达卢西亚自治区阿尔梅里亚省的一个市镇。 总面积34km2, 总人口169人（2001年），人口密度5人/km2。